# Кішково (гміна)
Гміна Кішково (пол. Gmina Kiszkowo) — сільська гміна у північно-західній Польщі. Належить до Ґнезненського повіту Великопольського воєводства.
Станом на 31 грудня 2011 у гміні проживало 5363 особи.

## Територія
Згідно з даними за 2007 рік площа гміни становила 114.58 км², у тому числі:
- орні землі: 80.00%
- ліси: 8.00%

Таким чином, площа гміни становить 9.13% площі повіту.

## Населення
Станом на 31 грудня 2011:
| Опис     | Загалом | Загалом | Чоловіки | Чоловіки | Жінки | Жінки |
| -------- | ------- | ------- | -------- | -------- | ----- | ----- |
| одиниця  | осіб    | %       | осіб     | %        | осіб  | %     |
| все      | 5363    | 100     | 2729     | 50.89    | 2634  | 49.11 |
| міське   | 0       | 100     | 0        |          | 0     |       |
| сільське | 5363    | 100     | 2729     | 50.89    | 2634  | 49.11 |

## Сусідні гміни
Гміна Кішково межує з такими гмінами: Клецько, Лубово, Мурована Ґосліна, Победзіська, Скокі.